# (1769) Carlostorres
(1769) Carlostorres ist ein Asteroid des Hauptgürtels, der am 25. August 1966 von Zenón M. Pereyra in Cordoba entdeckt und nach den Astronomen Carlos Torres R. und Carlos Guillermo Torres benannt wurde.